# Сент-Мари-ла-Бланш
Сент-Мари́-ла-Бланш (фр. Sainte-Marie-la-Blanche) — коммуна во Франции, находится в регионе Бургундия. Департамент коммуны — Кот-д’Ор. Входит в состав кантона Бон-Юг. Округ коммуны — Бон.
Код INSEE коммуны — 21558.

## Население
Население коммуны на 2010 год составляло 817 человек.
| 1962 | 1968 | 1975 | 1982 | 1990 | 1999 | 2010 |
| ---- | ---- | ---- | ---- | ---- | ---- | ---- |
| 425  | 443  | 484  | 696  | 693  | 672  | 817  |

## Экономика
В 2010 году среди 525 человек трудоспособного возраста (15—64 лет) 398 были экономически активными, 127 — неактивными (показатель активности — 75,8 %, в 1999 году было 78,8 %). Из 398 активных жителей работали 376 человек (193 мужчины и 183 женщины), безработных было 22 (10 мужчин и 12 женщин). Среди 127 неактивных 40 человек были учениками или студентами, 67 — пенсионерами, 20 были неактивными по другим причинам.